# اچ‌ام‌اس فایردرک (۱۹۱۲)
اچ‌ام‌اس فایردرک (۱۹۱۲) (به انگلیسی: HMS Firedrake (1912)) یک کشتی بود که طول آن ۲۵۵ فوت ۰ اینچ (۷۷٫۷۲ متر) بود. این کشتی در سال ۱۹۱۲ ساخته شد.